# شینجی آئویاما
شینجی آئویاما (انگلیسی: Shinji Aoyama؛ زادهٔ ۱۳ ژوئیهٔ ۱۹۶۴ – ٢١ مارس ٢٠٢٢) کارگردان، فیلم‌نامه‌نویس و رمان‌نویس اهل ژاپن بود. او در جشنواره فیلم کن ۲۰۰۰ برای فیلمش اورکا برنده دو جایزه (فیپرشی و کلیسای جهانی) شده بود.